# Bahnhof Wasserbillig
Der Bahnhof Wasserbillig in der gleichnamigen Ortschaft Wasserbillig ist ein luxemburgischer Grenzbahnhof zwischen Luxemburg und Deutschland. Der Bahnhof Wasserbillig liegt an der Bahnstrecke Luxemburg–Wasserbillig. 
Der Bahnhof wird von RB- und RE-Zügen angefahren.

## Geschichte

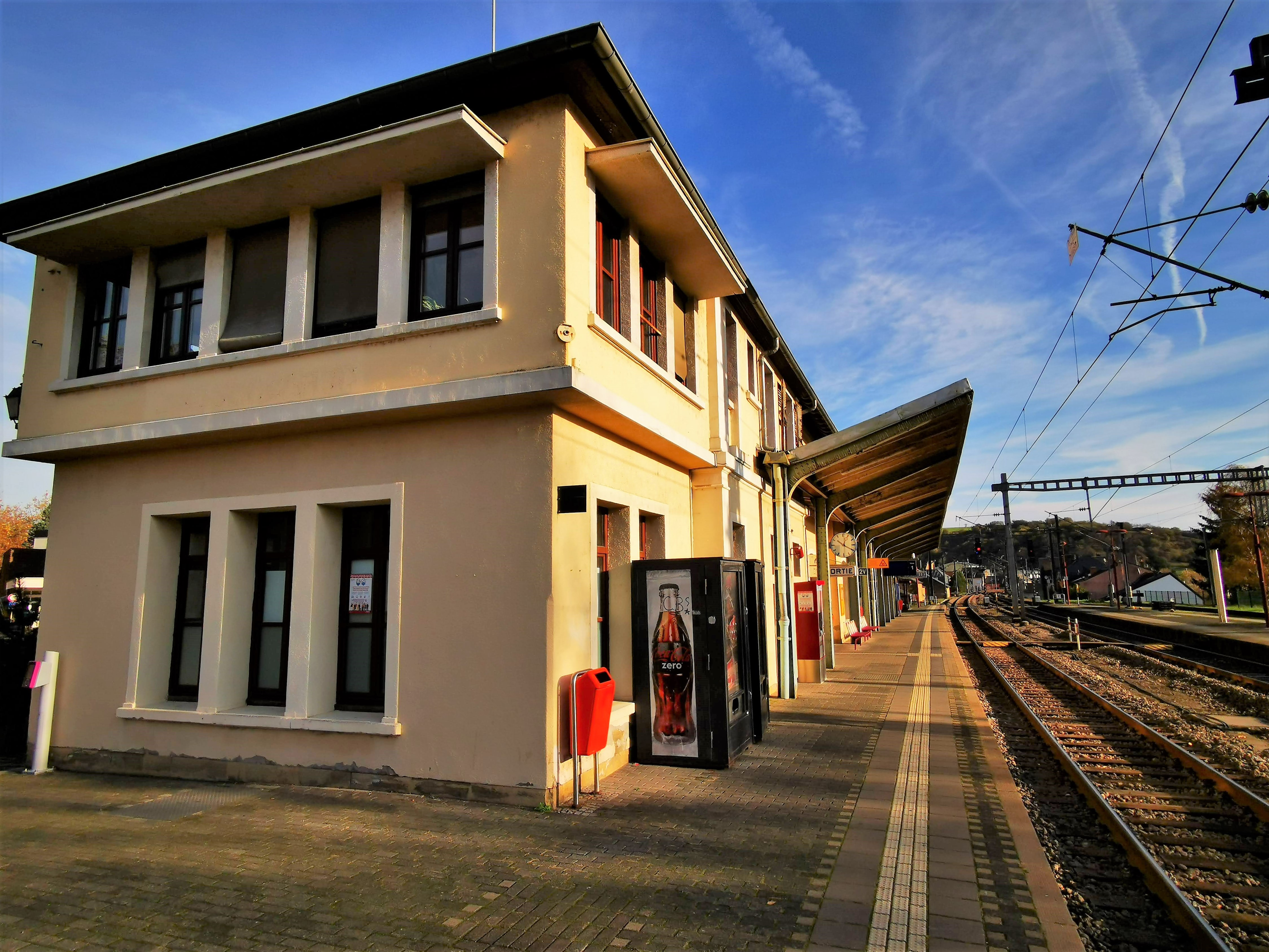
Empfangsgebäude

Der Bahnhof wurde 1861 mit dem Bau der Bahnstrecke von Luxemburg Stadt eröffnet. 1911 wurde die Strecke bis Oetringen zweigleisig ausgebaut und von 1956 bis 1959 elektrifiziert.
Der Abschnitt Echternach–Wasserbillig der Bahnstrecke Ettelbrück–Grevenmacher wurde 1874 durch die Prinz-Heinrich-Eisenbahngesellschaft eröffnet und Wasserbillig erhielt einen zweiten Bahnhof, nur wenige Meter neben dem ersten. 1891 wurde der letzte Abschnitt bis Grevenmacher von der Anonymen Luxemburgischen Prinz-Heinrich-Eisenbahn- und Erzgrubengesellschaft (Nachfolgegesellschaft nach dem Konkurs der ersten Prinz-Heinrich-Eisenbahngesellschaft) in Betrieb genommen.
Am 10. Mai 1940, dem ersten Tag des Westfeldzuges, marschierten Wehrmachttruppen in Luxemburg ein und besetzten es kampflos. Luxemburg blieb bis zum September 1944 besetzt.
Die Deutsche Reichsbahn baute eine direkte Verbindung zwischen den beiden Bahnstrecken; vorher musste für einen Streckenwechsel aufwändig rangiert werden. Dies war wichtig für den Verkehr ins besetzte Frankreich und 1944 für Transporte an die Westfront.
Die Abschnitte der Bahnstrecke Ettelbrück–Grevenmacher, die Wasserbillig berührten, wurde in den 1960er Jahren stillgelegt; nur das Reststück zum Moselhafen Mertert ist noch in Betrieb.
Im Dezember 2014 wurde der Intercity zwischen Norddeich Mole und Luxemburg komplett eingestellt. Seitdem verkehrt im Stundentakt ein Regional-Express (RE 11) zwischen Koblenz und Luxemburg mit Halt in Wasserbillig.

## Betrieb

### Personenverkehr

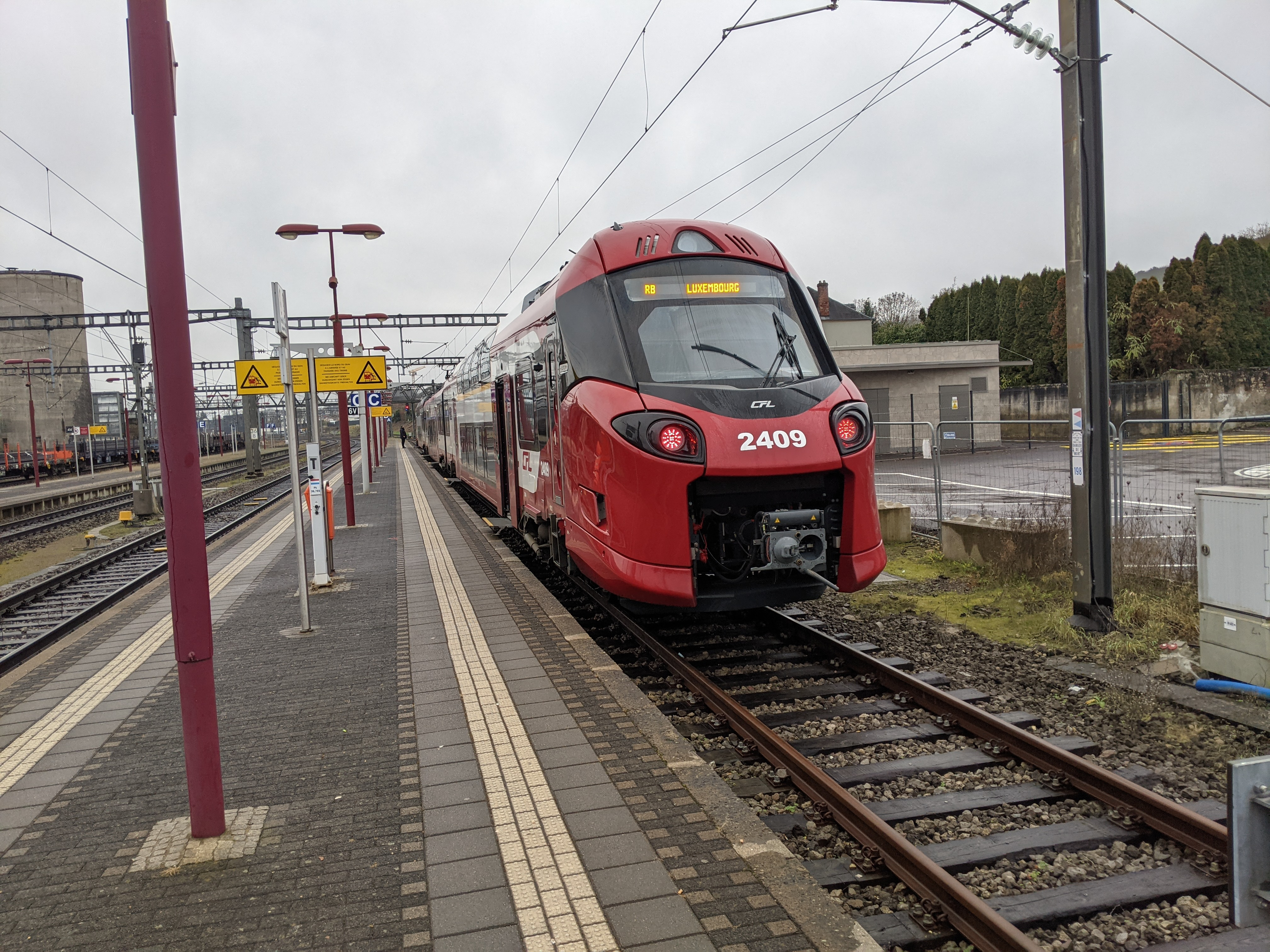
Regionalbahn nach Luxemburg

Drei Nahverkehrslinien (eine Regionalexpresslinie und zwei Regionalbahnlinien) bedienen den Bahnhof Wasserbillig.
Hinzu kommt seit Dezember 2017 ein tägliches Intercity-Zugpaar (IC 37) der CFL von Luxemburg nach Düsseldorf über Trier, Wittlich, Koblenz, Bonn und Köln, welches zwischen Wasserbillig (Grenze) und Koblenz zum Nahverkehrstarif genutzt werden kann.
| Linie | Linienverlauf | Takt                 | Verkehrstage |
| ----- | --- | -------------------- | ------------ |
| RE 11 | Koblenz Hbf – Kobern-Gondorf – Treis-Karden – Cochem (Mosel) – Bullay (DB) – Wittlich Hbf – Schweich (DB) – Trier Hbf – Trier Süd – Kreuz Konz – Igel – Wasserbillig – Sandweiler-Contern – Luxemburg | 60 min               | täglich      |
| RB 83 | Wittlich Hbf – Salmtal – Sehlem (Kr Wittlich) – Hetzerath – Föhren – Schweich (DB) – Trier-Quint – Trier-Ehrang Ort – Trier-Hafenstr. – Trier-Pallien – Trier-West – Trier-Euren – Trier-Zewen – Igel – Wasserbillig – Mertert – Manternach – Wecker – Betzdorf – Roodt/Syre – Munsbach – Oetrange – Sandweiler-Contern – Cents-Hamm – Luxemburg | 60 min               | Mo – Sa      |
| RB 87 | Trier Hbf – Trier Süd – Karthaus – Kreuz Konz – Igel – Wasserbillig – Mertert – Manternach – Wecker – Betzdorf – Roodt/Syre – Munsbach – Oetrange – Sandweiler-Contern – Cents-Hamm – Luxemburg | 1 Fahrt pro Richtung | Mo – Fr      |
| RB    | Wasserbillig – Mertert – Manternach – Wecker – Betzdorf – Roodt/Syre – Munsbach – Oetrange – Sandweiler-Contern – Cents-Hamm – Luxemburg | 60 min               | täglich      |

### Güterverkehr
Die Bedeutung von Wasserbillig für den Güterverkehr ergibt sich durch die Bedienung des nahegelegenen Moselhafens von Mertert.